# Acropteroxys
Acropteroxys é um género de coleópteros da família Erotylidae.

## Espécies
- Acropteroxys gracilis Newman, 1838
- Acropteroxys lecontei Crotch, 1873